# Nationalpark Thayatal
Der 13,3 km² große Nationalpark Thayatal liegt im niederösterreichischen Grenzgebiet zu Tschechien und schließt an den tschechischen Národní park Podyjí an. Das Thayatal mit seinen steilen Hangwäldern zählt zu den schönsten Durchbruchstälern Österreichs. Die höchste Erhebung ist der aus Gneis bestehende Umlaufberg, um den die Thaya fließt. Von allen Nationalparks Österreichs ist er der kleinste.
Die Gründung des Nationalparks geht auf das niederösterreichische Nationalparkgesetz zurück. Vereinbart wurde es zwischen der Republik und dem Bundesland bereits 1997. Es orientiert sich weitgehend an den internationalen Kriterien für Nationalparks, die von der Weltnaturschutzunion IUCN herausgegeben werden. Das Thayatal wird als Kategorie-II-Gebiet bezeichnet. Eine Vergrößerung wurde bei der Gründung auf 1,7 km² bereits vorgesehen.
250 ha der Kernzone des Nationalparks gehören zu den von der European Wilderness Society zertifizierten WILDForest-Gebieten, 2 km der Thaya sind zudem als WILDRiver zertifiziert.

## Lage
Im Nationalpark liegen neben der Stadt Hardegg auch die gleichnamige Burg Hardegg und die Ruine Kaja. Vom österreichischen Teil führen Wander- und Fahrradwege über die Brücke über die Thaya, die die Staatsgrenze bildet, in den tschechischen Nationalpark. − Neben der Ausrichtung zur Sonne sind auch die Form des Tales und die chemischen Eigenschaften des Untergrundgesteines für die ökologische Vielfalt verantwortlich.

## Entstehung
Obwohl der Nationalpark auf tschechischer Seite wesentlich älter ist, reichen die Bemühungen um eine Unterschutzstellung auch in Österreich weit zurück.
Nachdem im Jahr 1984 bekannt wurde, dass an der Thaya ein Kraftwerk auf tschechischer Seite errichtet werden sollte, versuchten Bürgerinitiativen und die Stadt Hardegg erfolgreich, dies zu verhindern.
In den Jahren 1988 und 1991 wurden zwei Gebiete entlang der Thaya mit Verordnung der NÖ-Landesregierung unter Naturschutz gestellt. Diese beiden Gebiete sind die Vorläufer des heutigen Nationalparks.
Nachdem im Jahr 1991 der Nationalpark in Tschechien geschaffen worden ist, wurde bereits 1992 in Österreich beschlossen, in der Unterschutzstellung gleichzuziehen.
Nach der Erstellung verschiedener Machbarkeitsstudien und der Schaffung gesetzlicher Rahmenbedingungen erfolgte im Jahr 1997 die Unterzeichnung des Staatsvertrages zwischen den Ministern Bartenstein und Edlinger für die Republik und Landeshauptmann Pröll für das Land Niederösterreich zur Errichtung des Nationalparks.

## Flora
Der kleinste Nationalpark Österreichs beherbergt die Hälfte aller im Land vorkommenden Pflanzenarten. Die Ursache liegt darin, dass das Gebiet an der Klimagrenze zwischen dem raueren, feuchteren Hochflächenklima des mitteleuropäischen Übergangsklimas im Waldviertel und dem kontinental beeinflussten pannonischen Klima im Weinviertel liegt. Im westlichen Teil und auf den schattigen Nordhängen dominieren Buchenwaldgesellschaften, in denen neben der Rotbuche auch Bergahorn, Eibe und Bergulme zu sehen sind. In der Krautschicht wachsen Türkenbund, Seidelbast, Sauerklee, Zwiebel-Zahnwurz, Einblütiges Perlgras und als Besonderheit das Weiße Waldvögelein.
Vor allem im östlichen Teil des Gebietes sind auf den durch Sonneneinstrahlung sehr trockenen und warmen Südhängen Eichen-Hainbuchenwälder zu finden. In den umgestürzten Bäumen wächst die Larve des Hirschkäfers heran. Durch die größeren trocken-warmen Eichenwaldbestände des tschechischen Nationalparks zieht der seltene Steppeniltis.

## Fauna
Zahlreiche seltene Tier- und Pflanzenarten konnten im Thayatal ihren Lebensraum verteidigen: Fischotter, Würfelnatter, Kammmolch und der Seeadler als Wintergast profitieren von dem intakten Flussökosystem. Schwarzstorch, Äskulapnatter und Weißrückenspecht leben verborgen in den naturnahen Waldbeständen. Auch die Trockenrasen und Felsstandorte sind ein wichtiger Lebensraum für gefährdete Arten wie Östliche Smaragdeidechse, Schlingnatter, Uhu und Kolkrabe. Nach der Öffnung des Eisernen Vorhangs sind im Thayatal wieder in Österreich bereits verschwundene Tierarten gesichtet worden: der Elch und die Wildkatze.

## Filmografie
- Das Tal an der Grenze: Nationalpark Thayatal, Dokumentarfilm, 50 Min., Österreich, 2000, Produktion: Lotus Film, Buch und Regie: Heinz Leger
- Im Reich der Wildkatze: 10 Jahre Nationalpark Thayatal, Dokumentarfilm, 23 Min., Österreich, 2009, Produktion: ORF-Landesstudio Niederösterreich, Regie: Sabine Daxberger
- Erlebnis Österreich: Rückkehr der Wildnis - Der Nationalpark Thayatal in Niederösterreich, Dokumentarfilm, Österreich, 2020, Österreich, 2009, Produktion: ORF-Landesstudio Niederösterreich, Regie: Sabine Daxberger